# Holophysis
Holophysis is een geslacht van vlinders van de familie tastermotten (Gelechiidae).

## Soorten
- H. anoma Walsingham, 1910
- H. autodesma Meyrick, 1918
- H. auxiliaris Meyrick, 1918
- H. barydesma Meyrick, 1918
- H. emblemella (Clemens, 1860)
- H. quadrimaculata Walsingham, 1910
- H. stagmatophoria Walsingham, 1910
- H. tentatella (Walker, 1864)
- H. xanthostoma Walsingham, 1910